# Josef Christ (Jurist)
Josef Christ (* 24. November 1956 in Langenargen) ist ein deutscher Jurist und seit 1. Dezember 2017 Richter des Bundesverfassungsgerichts, zuvor war er Vizepräsident des Bundesverwaltungsgerichts.

## Werdegang
Josef Christ ergriff zunächst nicht die juristische Laufbahn, sondern erlangte den Abschluss eines Diplom-Verwaltungswirtes an der Fachhochschule Kehl, erst anschließend studierte er Rechtswissenschaft an der Ruprecht-Karls-Universität Heidelberg. Er promovierte dort 1989 zum Dr. jur. 1990 legte er das Zweite Juristische Staatsexamen ab und trat dann in den Justizdienst ein. Er war zunächst am Verwaltungsgericht Karlsruhe tätig. Von dort wurde er vom Juli 1993 bis zum Februar 1995 in das Bundeskanzleramt, vom April 1996 bis Ende 1999 an das Bundesverfassungsgericht als Wissenschaftlicher Mitarbeiter und von Januar bis September 2000 an den Verwaltungsgerichtshof Baden-Württemberg abgeordnet. Im August 2001 wurde er dann zum Richter am Verwaltungsgerichtshof Baden-Württemberg befördert. Vom Verwaltungsgerichtshof wurde Josef Christ vom Oktober 2001 bis in den April 2002 erneut als Wissenschaftlicher Mitarbeiter an das Bundesverfassungsgericht und ab Mai 2007 in das Staatsministerium Baden-Württemberg abgeordnet. Dort arbeitete er als Berater für Ministerpräsident Günther Oettinger in der Föderalismuskommission mit, was ihm eine enge Vernetzung in die Politik einbrachte.
Zum 1. August 2008 wurde er zum Richter am Bundesverwaltungsgericht berufen. Er gehörte dort dem unter anderem mit Straßen- und Wegerecht, Rechtsfragen zur Anlegung von Schienenwegen, dem Kommunalabgabenrecht und Flurbereinigungsrecht befassten 9. Revisionssenat des Gerichtes an. Zum 1. Juli 2014 wurde Christ zum Vizepräsidenten des Bundesverwaltungsgerichts berufen. Bei der überraschend schnellen Beförderung sollen ihm seine Kontakte in die Politik geholfen haben. Er wurde Vorsitzender des 8. Revisionssenats, der unter anderem für das Recht zur Regelung von Vermögensfragen und das Wirtschaftsverwaltungsrecht zuständig ist.
Am 5. September 2017 wurde Christ durch den Deutschen Bundestag als Richter des Bundesverfassungsgerichts gewählt. Er ist der erste Richter des Bundesverfassungsgerichts, der nach einer Reform des Wahlverfahrens im Jahr 2015, auf Vorschlag des Richterwahlausschusses, direkt vom Plenum des Bundestags gewählt wurde. Er folgte am 1. Dezember 2017 Richter Wilhelm Schluckebier nach, der aus Altersgründen ausschied und führt nach Erreichen der Altersgrenze (Art. 93 Abs. 3 GG) seit dem 30. November 2024 sein Amt geschäftsführend bis zur Wahl eines Nachfolgers. Die Wahl von Richtern des Bundesverfassungsgerichts 2025 war bislang noch nicht erfolgreich.